# Classe Rageot de La Touche
La classe Rageot de La Touche est une classe de deux contre-torpilleurs de la marine nationale française construite pendant la Première Guerre mondiale.
Les deux navires sont cédés à la France au titre des dommages de guerre. Ils appartiennent à la classe H 145 des destroyers de la Kaiserliche Marine achevés à la fin de la guerre. Entrés en service au début de l'année 1918, ils sont identiques et presque neufs.
Ils portent les noms de marins disparus pendant la guerre :
- Rageot de La Touche : en hommage au capitaine de vaisseau Valentin-Marie Rageot de La Touche, disparu sur le cuirassé Bouvet ;
- Delage : en hommage au capitaine de vaisseau Joseph Delage, disparu sur le cuirassé Danton.

## Unités
| Nom                             | Chantier             | Lancement       | Service effectif | Transfert                             | Fin de service         |
| ------------------------------- | -------------------- | --------------- | ---------------- | ------------------------------------- | ---------------------- |
| Rageot de La Touche ex-SMS H146 | Howaldtswerke à Kiel | 23 janvier 1918 | octobre 1918     | transfert à la France en juillet 1920 | démoli en 1935         |
| Delage ex-SMS H147              | Howaldtswerke à Kiel | 13 mars 1918    | janvier 1920     | transfert à la France en Juillet 1920 | démoli en février 1933 |